# Alfred Horn
Pour les articles homonymes, voir Horn.
Alfred Horn (17 février 1918 - 16 avril 2001) est un mathématicien américain réputé pour ses travaux dans le domaine des treillis et de l'algèbre universelle. Son article intitulé « On sentences which are true of direct unions of algebras » (Journal of Symbolic Logic (16), pp.14–21, 1951) introduit ce qui est désormais appelé sous le nom de clause de Horn. Ce concept fonde la programmation logique.

## Biographie
Horn est né à Lower East Side, un quartier de Manhattan à New York, aux États-Unis. Ses parents sont sourds tous les deux. Son père meurt alors que le jeune Horn n'est âgé que de trois ans. Les enfants sont alors pris en charge par les grands-parents maternels, avant d'emménager à Brooklyn où Horn passe la majeure partie de son enfance, élevé par sa famille agrandie.
Horn fréquente le Collège de la ville de New York, puis l'université de New York où il obtient une maitrise en mathématiques. Il poursuit un doctorat à l'université de Berkeley, en Californie, qu'il conclut en 1946. Une année plus tard, sa carrière est lancée à l'université de Californie à Los Angeles (UCLA), où il exerce jusqu'à sa retraite en 1988. Il est l'auteur de 35 articles.
Il meurt en 2001 au terme de huit années de lutte contre un cancer de la prostate.